# Station Korien
Station Kōrien (香里園駅, Kōrien-eki, uitgesproken als Koriën) is een spoorwegstation in de Japanse stad Neyagawa. Het wordt aangedaan door de Keihan-lijn. Het station heeft vier sporen, gelegen aan twee eilandperrons.

## Treindienst

#### Keihan-lijn
| 1,2 | ■ Keihan-lijn | richting Hirakatashi, Chūshojima, Sanjō en Demachiyanagi    |
| 3,4 | ■ Keihan-lijn | richting Moriguchishi, Kyōbashi, Yodoyabashi en Nakanoshima |

## Geschiedenis
Het station werd geopend in 1910 onder de naam Kōri. In 1938 kreeg het station de huidige naam.

## Overig openbaar vervoer
Bussen van Keihan.

## Stationsomgeving
Het gebied rondom het station wordt vernieuwd: er worden zowel wolkenkrabbers als winkelcentra gebouwd.
- Heiwado (supermarkt)
- McDonald's
- FamilyMart
- Kentucky Fried Chicken
- Life (supermarkt)
- Tsutaya
- Frest (supermarkt)
- 7-Eleven